# Rally Dakar 1997
Il Rally Dakar 1997 è stata la 19ª edizione del Rally Dakar (partenza da Dakar, arrivo a Dakar).

## Tappe
Nelle 16 giornate del rally raid furono disputate 14 tappe ed una serie di trasferimenti (8.049 km), con 13 prove speciali per un totale di 6.509 km.

## Classifiche

### Moto
Hanno finito la gara 58 delle 126 moto iscritte.
| Pos. | Pilota               | Mezzo  |
| ---- | -------------------- | ------ |
| 1    | Stéphane Peterhansel | Yamaha |
| 2    | Oscar Gallardo       | Cagiva |
| 3    | David Castera        | Yamaha |
| 4    | Jimmy Lewis          | KTM    |
| 5    | Dirk von Zitzewitz   | KTM    |
| 6    | Jürgen Mayer         | KTM    |
| 7    | Jean Brucy           | KTM    |
| 8    | Norbert Schilcher    | KTM    |
| 9    | Paulo Marques        | KTM    |
| 10   | Éric Bernard         | KTM    |

### Auto
Hanno finito la gara 61 delle 99 auto iscritte.
| Pos. | Equipaggio                            | Mezzo             |
| ---- | ------------------------------------- | ----------------- |
| 1    | Kenjirō Shinozuka / Henri Magne       | Mitsubishi Pajero |
| 2    | Jean-Pierre Fontenay / Bruno Musmarra | Mitsubishi Pajero |
| 3    | Bruno Saby / Dominique Serieys        | Mitsubishi Pajero |
| 4    | Hiroshi Masuoka / Andreas Schulz      | Mitsubishi Pajero |
| 5    | Jutta Kleinschmidt / Jean Boutaire    | Buggy Schlesser   |
| 6    | Salvador Servia / Gilles Picard       | Nissan Navara     |
| 7    | Jean-Pierre Strugo / Bruno Cattarelli | Mitsubishi Pajero |
| 8    | Duarte Geddes / Jacky Dubois          | Nissan Navara     |
| 9    | Edoardo Argazzi / Riccardo Argazzi    | Nissan Navara     |
| 10   | Carlos Sousa / Philippe Rey           | Mitsubishi Pajero |

### Camion
Hanno finito la gara 22 dei 55 camion iscritti.

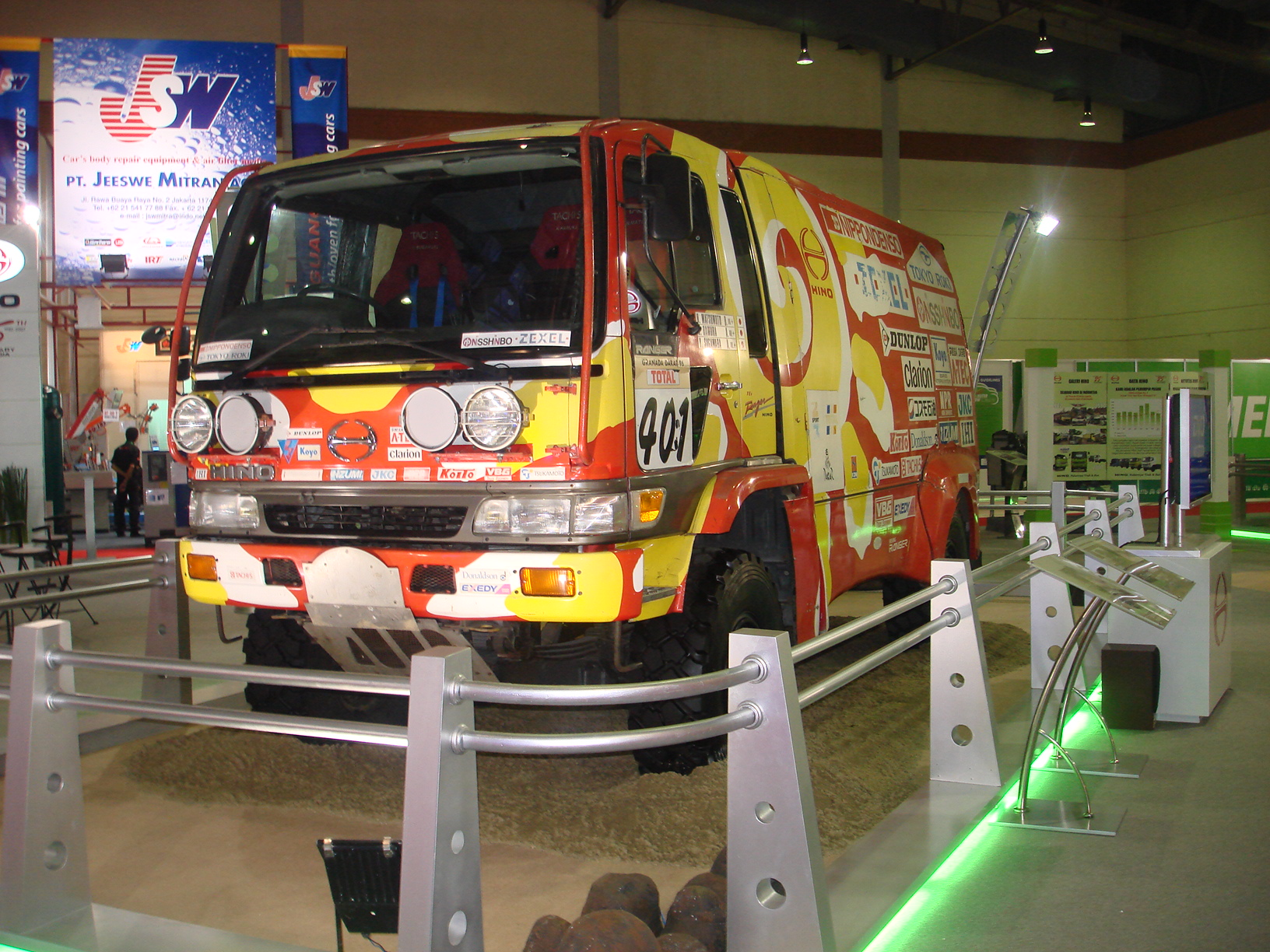
L'Hino Ranger n.401 del vincitore Peter Reif

| Pos. | Pos. (auto) | Equipaggio                                            | Mezzo       |
| ---- | ----------- | ----------------------------------------------------- | ----------- |
| 1    | 23          | Peter Reif / Johann Deinhofer                         | Hino Ranger |
| 2    | 28          | Yoshimasa Sugawara / Katsumi Hamura / Naoko Matsumoto | Hino Ranger |
| 2    | 31          | Joseph Petit / Jean-Claude Wagner / Takeshi Hashimoto | Hino Ranger |
| 4    | 36          | Jérôme Persiller / Molina                             | Mercedes    |
| 5    | 38          | Gilbert Versino / Lacourt / Versino                   | Mitsubishi  |
| 6    | 41          | Laurenty Granjon / Martinez                           | Mitsubishi  |
| 7    | 49          | Justin Babier / André / Berger                        | Mercedes    |
| 8    | 56          | Yves Ferri / Plateau / Auvray                         | Mercedes    |
| 9    | 61          | Bernard Malferiol / Croset / Rodrigo                  | Mercedes    |
| 10   | 64          | Pascal Gambillon / Loiun / Prive                      | Mercedes    |